# Classificatore bayesiano
Un classificatore bayesiano è un classificatore basato sull'applicazione del teorema di Bayes.
Il classificatore bayesiano richiede la conoscenza delle probabilità a priori e condizionali relative al problema, quantità che in generale non sono note ma sono tipicamente stimabili. Se è possibile ottenere delle stime affidabili delle probabilità coinvolte nel teorema, il classificatore bayesiano risulta generalmente affidabile e potenzialmente compatto. Spesso viene detto "classificatore bayesiano completo" (full Bayes classifier o anche belief network). Per costruzione, il classificatore bayesiano minimizza il rischio di classificazione.
Nel gergo della classificazione di testi, con il termine "classificatore bayesiano" ci si riferisce convenzionalmente al cosiddetto "classificatore bayesiano ingenuo" (naïve Bayes classifier), ossia un classificatore bayesiano semplificato con un modello di probabilità sottostante che fa l'ipotesi di indipendenza delle caratteristiche, cioè assume che la presenza o l'assenza di un particolare attributo in un documento testuale non è correlata alla presenza o assenza di altri attributi.
In queste ipotesi semplificate (dette appunto "ingenue", in inglese anche idiot), il modello è realizzabile con molta maggiore facilità. L'esperienza dimostra che il metodo funziona in molti problemi pratici, come per esempio il filtraggio anti-spam adattivo.